# Stenopogon fulvus
Stenopogon fulvus är en tvåvingeart som först beskrevs av Johann Wilhelm Meigen 1838.  Stenopogon fulvus ingår i släktet Stenopogon och familjen rovflugor. Inga underarter finns listade i Catalogue of Life.